# الفردوس (إسلام)
الفردوس: هي من أعلى الدرجات في الجنّة عند المسلمين كما وُرِدَ في الأحاديث الصحيحة، وذكرت مرّتين في القرآن، في قوله: ﴿إِنَّ الَّذِينَ آمَنُوا وَعَمِلُوا الصَّالِحَاتِ كَانَتْ لَهُمْ جَنَّاتُ الْفِرْدَوْسِ نُزُلًا ۝١٠٧﴾ [الكهف:107]، وفي قوله: ﴿الَّذِينَ يَرِثُونَ الْفِرْدَوْسَ هُمْ فِيهَا خَالِدُونَ ۝١١﴾ [المؤمنون:11].

## صفتها
- من أعلیٰ الدرجات في الجنّة تتفجّر منها أنهارُ الجنّة الأربعة كما قال رسول الله ﷺ: «الجنَّةُ مائةُ درجةٍ، بين كلِّ درجتَيْن كما بين السَّماءِ والأرضِ، ومن فوقها يكونُ العرشُ، وإنَّ الفردوسَ من أعلاها درجةً ومنها تُفجَّرُ أنهارُ الجنَّةِ الأربعةُ، فسلُوه الفردوسَ».[1]
- كما إنّ أهلها يسمعون صوت العرش ويسمّیٰ أطيط، قال النّبيّ: «سلوا الله الفردوس، فإنها سرة الجنة، وإن أهل الفردوس يسمعون أطيط العرش».[2]
- ومن صفات أهل الفردوس أنّهم من المجاهدين في سبيل الله، قال النّبيّ: «من آمن باللهِ وبرسولِه، وأقام الصَّلاةَ، وصام رمضانَ، كان حقًّا على اللهِ أن يُدخِلَه الجنَّةَ، جاهِدْ في سبيلِ اللهِ، أو جلس في أرضِه الَّتي وُلِد فيها. فقالوا: يا رسولَ اللهِ، أفلا نُبشِّرُ النَّاسَ ؟ قال: إنَّ في الجنَّةِ مائةَ درجةٍ، أعدَّها اللهُ للمجاهدين في سبيلِ اللهِ، ما بين الدَّرجتَيْن كما بين السَّماءِ والأرضِ، فإذا سألتم اللهَ فاسألوه الفردوسَ، فإنَّه أوسَطُ الجنَّةِ، وأعلَى الجنَّةِ - أراه - فوقه عرشُ الرَّحمنِ».[3]